# جمال میرزایی
جمال میرزایی (زادهٔ ۳۰ شهریور ۱۳۶۴) کشتی‌گیر آزادکار اهل ایران است. او برندهٔ مدال طلای بازی‌های آسیایی ۲۰۱۰ در دستهٔ ۸۴ کیلوگرم شده‌است. میرزایی سابقه کشتی در لیگ برتر ایران را نیز دارد.